# Synod prowincjonalny piotrkowski 1589
Synod piotrkowski – synod hierarchii duchownej  Kościoła katolickiego mający miejsce w dniach 2–6 października 1589 w Piotrkowie, tzw. synod potrydencki.

## Przebieg i postanowienia synodu
W synodzie będącym zjazdem nie tylko hierarchii duchownej uczestniczyli między innymi: prymas Stanisław Karnkowski, biskup Hieronim Rozdrażewski, biskup Jan Dymitr Solikowski i poseł królewski Jan Ossowski. Po modłach i przemówieniu prymasa w którym stwierdził między innymi że przyczyną nieszczęść, jakie Bóg zsyła na Polskę są grzechy, nadużycia i rozluźnienie karności wśród duchowieństwa zabrał też głos i  poseł królewski Jan Ossowski, który w czasie przemówienia w imieniu króla złożył prośbę skierowaną do hierarchii duchownej o pomoc finansową z przeznaczeniem na obronę zagrożonych granic Rzeczypospolitej. Synod postanowił zobowiązać całe duchowieństwo do udzielenia jednorazowej pomocy finansowej jednocześnie wyjaśniając królowi że jeśli pomoc finansował byłaby nie wystarczająca to powinien on zrozumieć, że duchowieństwo w całej Polsce znajduje się w stanie wyjątkowo ciężkim, jest prześladowany i krzywdzony w swoich dobrach ziemskich i że wielu przedstawicieli duchowieństwa nie posiada nawet środków koniecznych do życia.
Synod w czasie swego zjazdu zaprotestował między innymi przeciwko postanowieniom w sprawach religijnych związanych z uchwałą podjętą 1573 na sejmie konwokacyjnym w Warszawie tzw. konfederacji warszawskiej, pouczył biskupów aby nie godzili się na sejmach aby nakładano podatki na duchowieństwo bez ich zgody, pouczył ich także aby stosowanie klątwy nie było nadużywane i nie stosowane z błahej przyczyny.
Natomiast w sprawach zgorszenia powodowanego przez niemoralne życie niektórych przedstawicieli kleru, synod postanowił, że w razie braku poprawy po pierwszym upomnieniu utracą oni połowę swoich dochodów. Po drugim upomnieniu mieli tracić resztę dochodów. Dalej dający powód do zgorszenia mieli być karani suspensą, a ostatecznie uznani za niegodnych pełnienia wszelkich godności, a do pełnienia swoich obowiązków mogli być przywróceni przez swoich zwierzchników dopiero po jawnej poprawie życia.